# Stora Gäddgölen (Kvillinge socken, Östergötland)
Stora Gäddgölen är en sjö i Norrköpings kommun i Östergötland och ingår i Kilaån-Motala ströms kustområde.